# Lista över Arnold Schönbergs elever
Detta är en lista över Arnold Schönbergs elever. Schönberg hade ett oerhört stort inflytande på sin samtid och undervisade i komposition såväl i Wien, som i Berlin och USA. Flera av hans elever var också betydande tonsättare, dirigenter eller musikologer. Med Alban Berg, Anton Webern och andra elever bildades Andra Wienskolan och Berlinskolan.

## Wien
- Hans Erich Apostel (1922–1923)
- Ernst Bachrich (1916-1917)
- Alban Berg (1904–1911)
- Hanns Eisler (1919–1923)
- Robert Gerhard (1923–1928)
- Hanns Jelinek (1918–1919)
- Józef Koffler (1921–1924)
- Rudolf Kolisch (1919–1922)
- Josef Rufer (1919–1933)
- Rudolf Serkin (till 1918)
- Othmar Steinbauer (1920–1921)
- Viktor Ullmann (1918–1919)
- Vilma von Webenau (1898–1902)
- Anton von Webern (1904–1908)
- Fritz Zweig (1910–1912)

## Berlin
- Vilma von Webenau (från 1898/99)
- Max Deutsch (1913–1922)
- Eduard Steuermann (1912–1914)
- Marc Blitzstein (1927)
- Henry Cowell (före 1932)
- Robert Gerhard (1923–1928)
- Nikolaos Skalkottas (1927–1933)
- Hans Heinz Stuckenschmidt (1931–1933)
- Max Walter (1926–1928)
- Winfried Zillig (1925–1928)
- Walter Goehr (1925–1928)
- Norbert von Hannenheim (1929–1933)
- Erich Schmid (1930–1931)
- Adolph Weiss (1925–1929)
- Walter Gronostay (1925–1928)
- Josef Zmigrod / Allan Gray (1926–1928)
- Fried Walter (1929–1930)
- Rudoph Goehr (1930–1931)

## USA
- John Cage (1934–1935)
- Lou Harrison (1941)
- Otto Klemperer (1930-talets mitt)
- Oscar Levant (1935–1937)
- Leonard Rosenman (1947)